# مخيم سبينة
مخيم سبينة، هو أحد مخيمات اللاجئين الفلسطينيين في سوريا، يقع إلى جانب مدينة سبينة على بعد 14 كيلومترا إلى الجنوب من دمشق.تأسس عام 1948 على مساحة من الأرض تبلغ 0,03 كيلومتر مربع. سكن المخيم النازحون من حرب عام 1948، بالإضافة إلى الفلسطينيين الذين التجأوا إلى مرتفعات الجولان ثم نزحوا منها نتيجة النزاع العربي الإسرائيلي عام 1967.
بسبب المواجهات العسكرية التي وقعت في المخيم عام 2013، نزح كافة سكانه البالغ عددهم 22,600. ثم غادر بعض العائلات البلاد بحثا عن الملجأ في البلدان المجاورة. واستعادت القوات الحكومية السيطرة على المخيم في أواخر 2013. وبقي المخيم مغلقا طيلة أربعة أعوام تقريبا وكانت المساكن والبنية التحتية قد تعرضت لأضرار بالغة.
وفي أيلول 2017، تمكن المدنيون من العودة إلى منازلهم. وفي عام 2018 أعيد تأهيل كافة منشآت الأونروا، بما في ذلك ثلاثة مدارس ومكتب صحة البيئة ومكتب العاملين الاجتماعيين ومركز التوزيع الغذائي والمركز الصحي ومركز المجتمع. كما قدمت الوكالة أيضا الدعم للاجئي فلسطين من خلال نقل المياه وإزالة الأنقاض من الشوارع الرئيسة والممرات.
بحسب الإحصاءات للعام الدراسي 2020-2021، بلغ عدد الطلاب المسجلين أكثر من 3,766 طفل في ستة مدارس تابعة للأونروا. كما عاد أكثر من 16,000 شخص من أصل 22,600 شخص إلى المخيم اعتبارا من آذار 2021، فيما بقي أربعة آلاف آخرون يقيمون في المنطقة المحيطة بالمخيم.
عمل غالبية اللجئيت سابقا في المصانع والمنشآت الصناعية، أو كعمال بالمياومة في مزارع يمتلكها سوريون. وعملت النساء في الغالب كخادمات منزليات في دمشق من أجل دعم دخل الأسرة. لكن تلك الفرص تضاءلت خلال النزاع ولا يزال معدل البطالة مرتفعا للغاية مع موارد مالية محدودة.
ومثل باقي المناطق في سوريا، فإن النزوح والبطالة والتضخم ومخاطر الحماية والأمن تعد من ضمن الشواغل الرئيسة التي يتشارك بها لاجئو فلسطين والسوريون على حد سواء. لقد أدى النزاع المستمر منذ 10 سنوات إلى زيادة حالات الزواج المبكر وعمالة الأطفال وتعاطي المخدرات والعنف والمشاكل النفسية. وعلى الرغم من القيود المالية، عززت الأونروا جهودها للقيام بأنشطة وقائية وتوعوية ولتقديم الدعم النفسي والاجتماعي من خلال مدارسها والمركز المجتمعي. تفاقم الوضع مرة أخرى بسبب جائحة كوفيد-19.

## الواقع البيئي في المخيم
هناك ظواهر غير صحية يعاني منها المخيم تتمثل في:
1.  محلات بيع الخمر: يوجد محل واحد غير مرخص لبيع الخمر بمكان قريب من المخيم يؤمن المشروبات الكحولية لكل من يرغب من متعاطي الكحول من أبناء المخيم . 
2.  التدخين والنرجيلة: فهما منتشران وبكثرة بين الشباب والنساء من أهل المخيم.
3.  الزواج المبكر.
4.  - بيئة ملوثة: والسبب قرب المخيم من المصانع الضارة للبيئة وخصوصا مصانع البلاستيك.
5.  - مشاكل المياه: حيث إن اللاجئ يشتري مياه الشرب من الباعة الجوالين بالجالون ويضطر أحيانا لشراء ماء الغسيل ولا يعرف مصدر هذه المياه.
6.  - ظاهرة التسرب المدرسي للطلاب.

## الوضع الاجتماعي
يتميز واقع الحياة في المخيم بتأثير العادات العشائرية على الحياة الاجتماعية، حيث يتم الاحتفاظ بالتقاليد والأصول والأعراف مع تبادل التهاني في الأعياد والمشاركة في الأفراح والأتراح. تتسم العلاقات بالتكافل والتعاون، وفي حالات الخلافات تحل المشكلات على الصعيد العشائري. الضيق في الأزقة وتراكم البيوت يجعل الأسر ومشاكلها معروضة للجميع.